# بخش سره
بخش سره (به فرانسوی: Arrondissement de Céret) یک بخش در فرانسه است که در پیرنه-اورینتال واقع شده‌است.